# Кара, Эрджан
Эрджа́н Кара́ (нем. и тур. Ercan Kara; 3 января 1996, Вена) — австрийский футболист, центральный нападающий клуба «Самсунспор» и сборной Австрии.  Выступает на правах аренды за австрийский «Рапид (Вена)».

## Карьера

### Клубная карьера
Кара прошёл через молодёжную систему клуба «Слован-Хюттельдорфер». Дебютировал за первую команду «Слована» в Венской городской лиге, четвёртом дивизионе, в возрасте 15 лет 13 ноября 2011 года в матча против «Нуссдорфера», выйдя на замену на 60-й минуте вместо Бурака Озбека. В своём дебютном сезоне 2011/12 провёл десять матчей в чемпионате и ещё один — в Кубке Вены, но ни разу не забил. Свой первый гол в составе «Слована» забил 25 мая 2013 года в матче против «Поста», отличившись единственный раз в 28 матчах сезона 2012/13. В сезоне 2013/14 забил 32 гола в 27 матчах Оберлиги, пятого дивизиона.
Летом 2014 года Кара перешёл в «Аустрию Вена II», любительский состав «Аустрии Вена», выступавший в Региональной лиге «Восток». За «Аустрию Вена II» дебютировал 14 августа 2014 года в матче против «Нойберга», выйдя на замену на 86-й минуте вместо Марко Квашины. Свой первый гол за «Аустрию Вена II» забил 10 апреля 2015 года в матче против «Амштеттена». Всего в сезоне 2014/15 провёл 16 матчей, забив один гол. В сезоне 2015/16 сыграл четыре матча, не забил ни разу.
Летом 2016 года Кара вернулся в Венскую городскую лигу, перейдя в клуб «Карабах». Сезон 2016/17 закончил в качестве лучшего бомбардира Венской городской лиги, забив 35 голов в 30 матчах, и благодаря чему «Карабах» выиграл титул чемпиона городской лиги и вышел в Региональную лигу «Восток». В сезоне 2017/18 сыграл 29 матчей и забил 26 голов, став лучшим бомбардиром Региональной лиги «Восток». В сезоне 2018/19 за клуб, переименованный в «Мауэрверк», провёл 28 матчей и забил 22 гола, став лучшим бомбардиром в третий раз подряд.
10 июля 2019 года Кара подписал контракт с клубом Второй лиги «Хорн». Дебютировал в составе «Хорна» 20 июля 2019 года в матче первого раунда Кубка Австрии 2019/20 против «Трайскирхена», забив дважды. Во Второй лиге дебютировал 26 июля 2019 года в матче стартового тура сезона 2019/20 против «Аустрии Вена II», забив ещё два гола. Всего за «Хорн» во Второй лиге сыграл 16 матчей и забил 13 голов.
27 января 2020 года Кара перешёл в клуб Бундеслиги «Рапид Вена», подписав контракт до лета 2022 года. Дебютировал в Бундеслиге 23 февраля 2020 года в матче против «Хартберга», забив гол, сравнявший счёт, в компенсированное время после выхода на замену на 81-й минуте вместо Кристофа Кнасмюлльнера. Всего во второй половине сезона 2019/20 забил три гола в девяти матчах. В сезоне 2020/21 принял участие во всех 32 матчах и забил 15 голов, став четвёртым лучшим бомбардиром лиги и лучшим бомбардиром своей команды. К зимнему перерыву сезона 2021/22 забил девять голов в 17 матчах.
27 января 2022 года Кара перешёл в клуб MLS «Орландо Сити», подписав трёхлетний контракт по правилу назначенного игрока до конца сезона 2024 с опциями продления на сезоны 2025 и 2026. В североамериканской лиге дебютировал 27 февраля 2022 года в матче стартового тура сезона 2022 против «Клёб де Фут Монреаль», заменив на 69-й минуте Бенджи Мишеля. 9 апреля 2022 года в матче против «Чикаго Файр» забил свой первый гол в MLS.
2 сентября 2023 года Кара перешёл в клуб турецкой Суперлиги «Самсунспор», подписав трёхлетний контракт.

### Международная карьера
Родившийся в Австрии, Кара имеет турецкое происхождение и также имел право представлять Турцию на международном уровне. В январе 2021 года Кара заявил на пресс-конференции, что, хотя он знал, что Турция следит за ним, и хотел бы рассмотреть возможность выступления за эту страну, с ним связывались только австрийские официальные лица. В марте 2021 года Франко Фода впервые вызвал Кару в сборную Австрии. Он дебютировал в сборной 31 марта 2021 года, выйдя на замену на 74-й минуте вместо Ксавера Шлагера в отборочном матче чемпионата мира 2022 против Дании. В апреле 2021 года тренер сборной Турции Шенол Гюнеш признался, что упустил национальный дебют Кары, так как не смог поехать в Австрию, чтобы лично посмотреть на него, из-за пандемии COVID-19.

## Достижения
Командные
 «Орландо Сити»
- Обладатель Открытого кубка США: 2022